# نادي كالون
نادي كالون لكرة القدم هو نادي سيراليوني مقره في العاصمة فريتاون. الفريق من بين أفضل أندية دوري سيراليون الوطني الممتاز ويلعب مبارياته على الملعب الوطني في فريتاون. تأسس الفريق في عام 2002. فاز بلقب الدوري المحلي 4 مرات ثلاثة منها تحت اسم النادي السابق سييرا فيشيريز. شارك مرة واحدة فقط بدوري أبطال أفريقيا وكان ذلك عام 2007 لكن لم يجتاز التصفيات.